# 1994年玻利維亞地震
1994年玻利維亞地震發生於1994年6月9日。震央位於亞馬遜雨林中人煙稀少的地區，距離拉巴斯約200英里（320公里）。
哈佛大學矩心矩張量（CMT）目錄表示其震源深度為647公里，強度為矩震級8.2級，這使其成為當時自1977年松巴島地震以來最強烈的地震，後來被近期的更強烈地震（例如2004年印度洋大地震）所取代。連同2018年斐济地震，這也是有記錄以來震源深度超過300公里的第二強烈地震，目前最強烈的地震是2013年鄂霍次克海地震。南美洲還經歷當時震源深度超過300公里的第二和第三強烈地震，分別是1970年哥倫比亞地震和1922年秘魯北部地震。

## 地质背景
破裂位於纳斯卡板块內，該板塊正在隱沒到南美洲大陸的地幔之下。它使從阿根廷到加拿大的地面震動，是首個被現代地震網絡捕獲的振动。這種深層地震被稱為板塊內地震，因為它們發生在構造岩石圈內，而不是發生在兩個岩石圈的邊界處。此次地震牽涉的滑動區特別小，面積僅30乘50公里。在22秒內，破裂以每秒1.5公里的速度傳播，這比一般地震的平均破裂速度還要慢。
200至400英里（320至640公里）深度的壓力和溫度是如此之高，以至於岩石不應該經歷在較淺深度的斷層上產生地震的摩擦滑動過程，而深源地震的物理學仍然是一個研究領域。1994年玻利維亞地震因其震級較高、震源深度較大而激發了多種地球简正模式，這是數位超寬帶全球地震儀首次錄得的地震之一。

## 震害情况
據未經證實的報導指，秘魯阿雷基帕省和庫斯科省有五人死亡。阿雷基帕省的三人死於山泥傾瀉，庫斯科省的另外兩人則因掉落的瓦爍壓死或心臟病而死。 秘魯南部其他地區的山泥傾瀉造成多人受傷。而在玻利维亚的科恰班巴、拉巴斯和奥鲁罗，許多高層建築物的窗戶都被震碎。还有未經證實的說法稱智利阿里卡和巴西马瑙斯的建築物也遭到破壞。據報巴西聖保羅和加拿大多伦多的建築物也遭受輕微損壞。 在智利，地震引起主要城市居民的恐慌，促使他們逃離建築物。 它還影響電力和通信服務。由於地震的震源深度很大，即使距離震央較遠的地方都有震感。美國地質調查局的一位地質學家將地震對加利福尼亚州洛杉磯的影響描述為「非常輕微的震動」。美國的苏瀑、蘇城、明尼阿波利斯和奧馬哈也觀察到類似的影響。

## 外部連結
- The International Seismological Centre has a bibliography and/or authoritative data for this event.